# Jonna Mendez
Jonna Mendez (nascida em 1945) é uma ex-chefe de disfarce da CIA

## Vida e carreira
Jonna Hiestand nasceu em 1945 em Campbellsville, Kentucky. Em 1963, ela se formou no colégio em Wichita, Kansas, e foi fazer faculdade na Universidade Estadual de Wichita. Depois da formatura, ela trabalhou para o Chase Manhattan Bank em Frankfurt. Em 1966, ela foi recrutada pela CIA na Europa e iniciou uma carreira com eles.
Ela foi designada para operações de área negadas por disfarce em 1986. Em 1988, ela foi promovida a Vice-Chefe da Divisão de Disfarces e, em 1991, Chefe do Disfarce. Durante seu mandato como Chefe de Disfarce, ela se encontrou com o presidente George H.W. Bush em um disfarce de máscara, que ela removeu na reunião para demonstrar a eficácia da arte do disfarce. Em 1993, ela se aposentou e recebeu a Medalha de Comenda da CIA.
Jonna Hiestand Goeser conheceu seu futuro segundo marido, Tony Mendez, também oficial da CIA, enquanto foi designado para Bangkok. Depois da aposentadoria de Mendez em 1990, eles se casaram em 1991. Eles tiveram um filho juntos.